# Кислий Микита Григорович
Микита Григорович Кислий (нар. 2 березня 1991, Луганськ, УРСР) — український футболіст, нападник.

## Життєпис

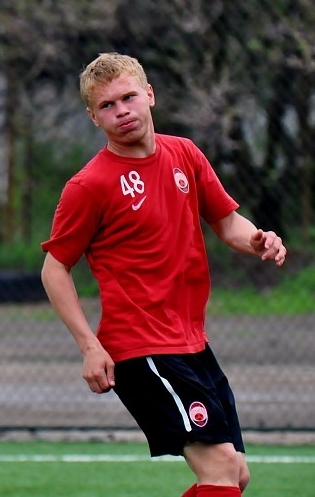
Микита Кислий

Микита народився 2 березня 1991 року. Його батько також грав у футбол, почав грати в футбол разом зі своїм батьком. Коли він навчався у другому класі його сім'я переїхала до Луганська. У сім років почав займатися футболом професійно, перший тренер — В. А. Андрух. Займався у місцевій СДЮШОР.
Потім навчався в Луганському вищому училищі фізичної культури (ЛВУФК), де тренером був — Микола Миколайович Федющенко.
Коли він навчався в одинадцятому класі Володимир Микитин та Юрій Дудник помітили його в одній з ігор й запросили на перегляд в луганську «Зорю». Після успішного перегляду він підписав контракт до 2012 року.
Влітку 2008 року потрапив до дублюючого складу «Зорі», який виступав у молодіжній першості України. Почав грати за команду переважно виходячи на заміни. Потім став основним гравцем, також він виходив на поле як капітан команди. Став одним з лідерів дубля.
У Прем'єр-лізі України дебютував 13 серпня 2010 року в домашньому матчі проти маріупольського «Іллічівця» (2:2), Кислий вийшов на 82-ій хвилині замість Тараса Лазаровича. У травні 2012 року Микита Кислий продовжив свій контракт з клубом на рік. У липні 2013 року побував на перегляді в іранському клубі «Естеґлал».
У 2013 році виступав у чемпіонаті Донбасу за СК «Зоря», а також грав за міні-футбольний клуб «Каскад» на місцевому рівні. У січні 2014 року перебував на перегляді в краматорському «Авангарді», але в підсумку перейшов у свердловський «Шахтар», який виступав у другій лізі чемпіонату України. У новій команді взяв 9-й номер. У складі «Шахтаря» провів 10 матчів і забив 2 голи. У вересні 2014 року став гравцем «Макіїввугілля», де взяв собі 19-й номер.
У 2015 році грав за команду СК «Зоря» в чемпіонаті так званої «Луганської Народної Республіки». 21 березня 2015 року взяв участь у товариському матчі за «збірну ЛНР» проти Абхазії. Поєдинок закінчився поразкою луганчан (0:1).
Влітку 2015 року Кислий був заявлений за клуб другої ліги України, «Інгулець». Однак з команди його вигнали за те, що він грав за «ЛНР». 15 серпня 2015 року Кислий зіграв за решетилівське «Динамо» в чемпіонаті Полтавської області проти клубу «Лубни». Гра завершилася перемогою «Динамо» з рахунком (2:0), а сам Микита відзначився забитим м'ячем. По завершенню матчу «Лубни» хотіли оскаржити результат матчу, оскільки Кислий виступав за «збірну ЛНР». У підсумку «Динамо» виключило нападника зі своєї заявки. Сам Кислий пізніше пояснив, що грав за «збірну ЛНР» лише для підтримки ігрової форми. Також він заявив, що вважає себе українцем і чекає, коли ВСУ звільнять Донбас.
У 2016 року виступав за російський аматорський клуб «Колос-Калінінське» (с. Покійне). Після цього продовжив виступи в турнірах на окупованій частині Луганської області.

## Статистика
| Сезон   | Клуб                 | Ліга               | Чемпіонат | Чемпіонат | Кубок | Кубок | Дубль | Дубль |
| Сезон   | Клуб                 | Ліга               | Матчі     | Голи      | Матчі | Голи  | Матчі | Голи  |
| ------- | -------------------- | ------------------ | --------- | --------- | ----- | ----- | ----- | ----- |
| 2008/09 | Зоря (Луганськ)      | Прем'єр-ліга       | 0         | 0         | 0     | 0     | 26    | 4     |
| 2009/10 | Зоря (Луганськ)      | Прем'єр-ліга       | 0         | 0         | 0     | 0     | 29    | 6     |
| 2010/11 | Зоря (Луганськ)      | Прем'єр-ліга       | 0         | 0         | 0     | 0     | 28    | 3     |
| 2011/12 | Зоря (Луганськ)      | Прем'єр-ліга       | 0         | 0         | 0     | 0     | 25    | 8     |
| 2012/13 | Зоря (Луганськ)      | Прем'єр-ліга       | 0         | 0         | 0     | 0     | 17    | 3     |
| 2013/14 | Шахтар (Свердловськ) | Друга ліга України | 10        | 2         | 0     | 0     | —     | —     |
| 2014/15 | Макіїввугілля        | Друга ліга України | 7         | 2         | 0     | 0     | —     | —     |